# Monte Saint-Michel
El Monte Saint-Michel (en francés mont Saint-Michel, «Monte San Miguel») es un pueblo construido sobre una pequeña isla rocosa del estuario del río Couesnon, en Normandía (Francia), alrededor de la Abadía del Monte Saint-Michel. Esta isla es igualmente el centro natural, a falta de ser el centro geográfico, de la comuna Le Monte-Saint-Michel, perteneciente al cantón de Pontorson, en el departamento francés de Mancha.
La arquitectura prodigiosa del monte Saint-Michel y su bahía lo hacen el sitio turístico más concurrido de Normandía y uno de los primeros de Francia, con unos 3,2 millones de visitantes cada año. Una estatua de san Miguel Arcángel colocada en la cumbre de la iglesia abacial se erige a 170 metros por encima de la orilla. Los numerosos edificios del lugar están individualmente clasificados como monumentos históricos o inscritos en el inventario suplementario de los monumentos históricos. El conjunto está declarado como un gran sitio de Francia (grand site de France).
Declarado monumento histórico en 1862, el monte Saint-Michel figura desde 1979 en la lista del patrimonio de la humanidad de la Unesco, en cuya declaración están incluidos también la bahía y el antiguo molino de Moidrey, situado a unos cuatro kilómetros tierra adentro.

## Geografía
El monte Saint-Michel está situado a 48°38′10″ de latitud norte y a 1°30'41" de longitud oeste, bañando su bahía el océano Atlántico. El islote tiene cerca de 960 metros de circunferencia y una superficie de aproximadamente 97 hectáreas, mientras que el peñasco se eleva a 92 metros de altitud sobre la bahía del Monte Saint-Michel. 

### El bosque de Scissy y la invasión del mar
En tiempo de los galos, el monte Saint-Michel, igual que el peñasco de Tombelaine vecino, se elevaban «en medio del bosque de Scissy, porque en aquella época, la orilla rodeaba Chausey, a más de 48 kilómetros de distancia». Este bosque de Scissy probablemente es un mito y no hay ninguna prueba de su existencia. El nivel del suelo cercano quizás se hundió, engullendo el bosque de Scissy a partir del siglo III; según un manuscrito del siglo XV, la marea de equinoccio de 709 fue particularmente violenta y dio el golpe de gracia al bosque.

### Las crecidas de los ríos
El monte sufrió luego por las crecidas de los ríos que inundaban la bahía del monte Saint-Michel, sean el Sélune, el Sée y, sobre todo, el Couesnon que, marcando la frontera entre Normandía y Bretaña, se puso repentinamente en el siglo XV a fluir al oeste del monte, haciendo así pasar a este último a Normandía. Todavía esto es una leyenda que divierte a los habitantes fronterizos; actualmente Couesnon no define la frontera entre Normandía y Bretaña, frontera que se sitúa a algunos kilómetros al oeste de Couesnon. Un viejo dicho local recuerda este acontecimiento:

Le Couesnon dans sa folie mît le mont en Normandie (El Couesnon en su locura puso el monte en Normandía).

### Las mareas

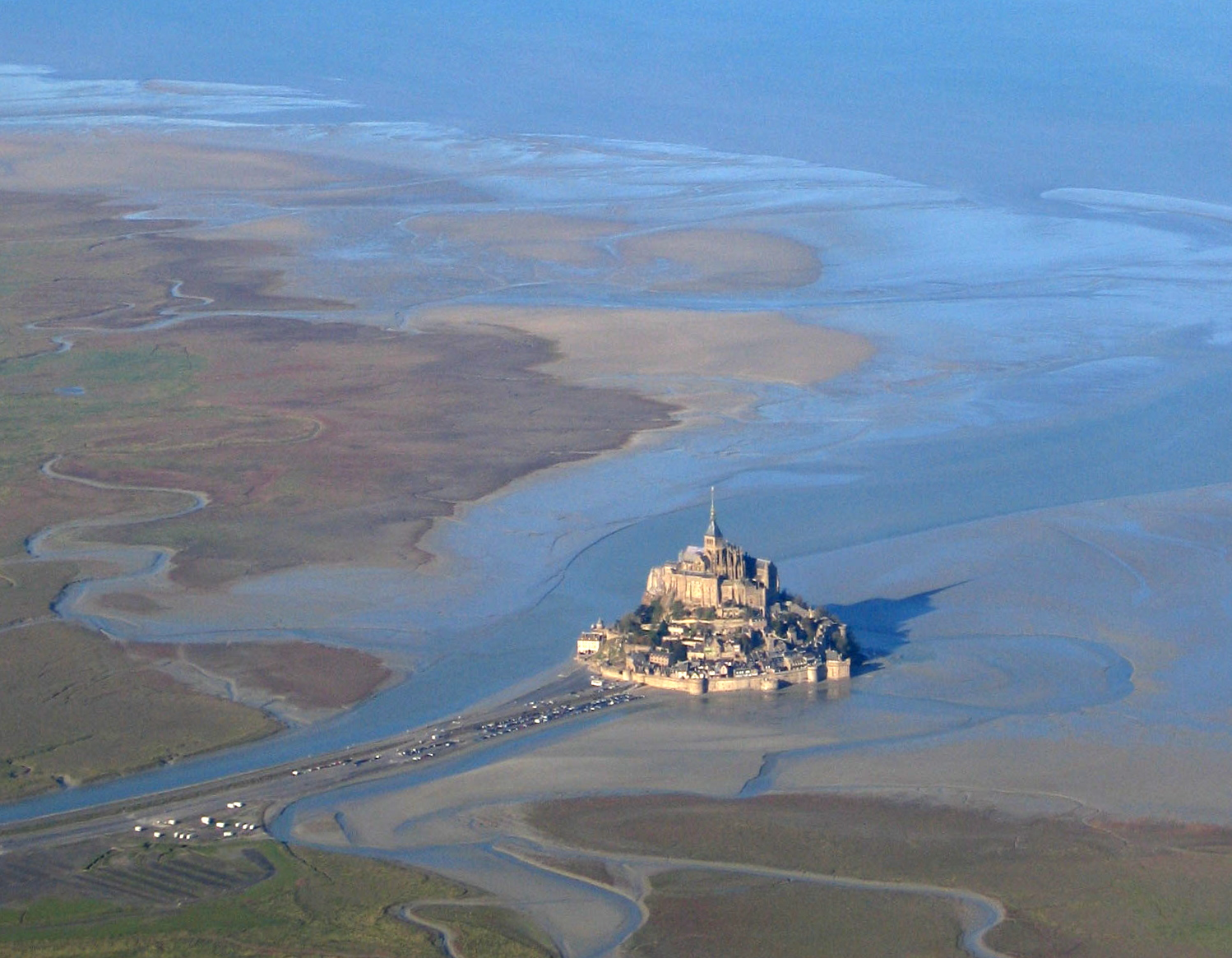
El mont Saint-Michel en marea baja.

Las mareas espectaculares de la bahía (hasta 14,5 metros de altura, dos veces al día) contribuyeron mucho a hacer del monte una fortaleza inexpugnable. Durante siglos únicamente era accesible por vía terrestre en los momentos de marea baja, y por vía marítima cuando la marea era alta. Actualmente se puede acceder a la abadía en todo momento gracias a la carretera que lleva a los pies de la roca.

### El dique
Al filo de los años, la bahía del monte Saint-Michel estuvo sujeta a la polderización por parte de sus propietarios ribereños. La acción más notable en este sentido fue la construcción en 1880 de un dique insumergible por los "Caminos, Canales y Puertos", a pesar de la oposición de autoridades diversas. Este dique precipitó el enarenamiento de la bahía, y convenía demolerlo, con el fin de eliminar la excesiva sedimentación que amenazaba la insularidad del monte y facilitar la acción de las mareas y las corrientes fluviales.

### Proyecto de restauración ambiental
Un nuevo proyecto para eliminar los sedimentos que han modificado los flujos marinos en la bahía se llevó a cabo para devolver su anterior insularidad al roquedo, los trabajos se iniciaron en 2005 y fueron finalizados en 2015. Entre otras cosas, se ha construido una presa para regular las aguas del río Couesnon, nuevos aparcamientos para los visitantes a cierta distancia, la carretera-dique fue reemplazada por un puente-pasarela y el turismo accede a pie o en transporte especial organizado.

## Demografía
| 132 | 105 | 114 | 80 | 72 | 46 | 36 | 78 |
| Para los censos de 1962 a 1999 la población legal corresponde a la población sin duplicidades (Fuente: INSEE [Consultar]) |     |     |    |    |    |    |    |

## Historia

### Edad Antigua
Algunas tribus célticas ocuparon el bosque de Scissy en los alrededores del monte Saint-Michel y se acercaban a él para entregarse a sus cultos druídicos. Según el abad Gil Deric, historiador bretón del siglo XVIII, el peñasco fue dedicado bajo el nombre de «Mi vel Tumba Beneni», «Monte o Tumba de Belenus», el dios galo del sol. En estos tiempos ya existía un gran megalito, y los galos emplazaron un cementerio a su alrededor.
Los romanos lo denominaron Puerto Hércules y con su llegada provocaron la construcción de vías romanas que surcaban la Armórica, y una de ellas, que unía Dolo con Fanarfmers, pasaba al oeste de Mons Belonus; sin embargo, debió de resultar desplazada hacia el este con la invasión del mar, que acabó por hacerla desaparecer, uniéndose con la vía que pasa por Avranches.

### Llegada del cristianismo y fundación de la abadía benedictina
El cristianismo hizo su aparición en Armórica hacia el siglo IV. El primer oratorio, dedicado a San Esteban, fue elevado a media altura en el monte Tumba. Luego el segundo, en honor de San Sinforiano (el primer mártir de las Varas), se erigió al pie del peñasco, en estilo merovingio. Unos ermitaños velaban sobre los lugares y eran abastecidos por el cura de Astériac (Beauvoir).

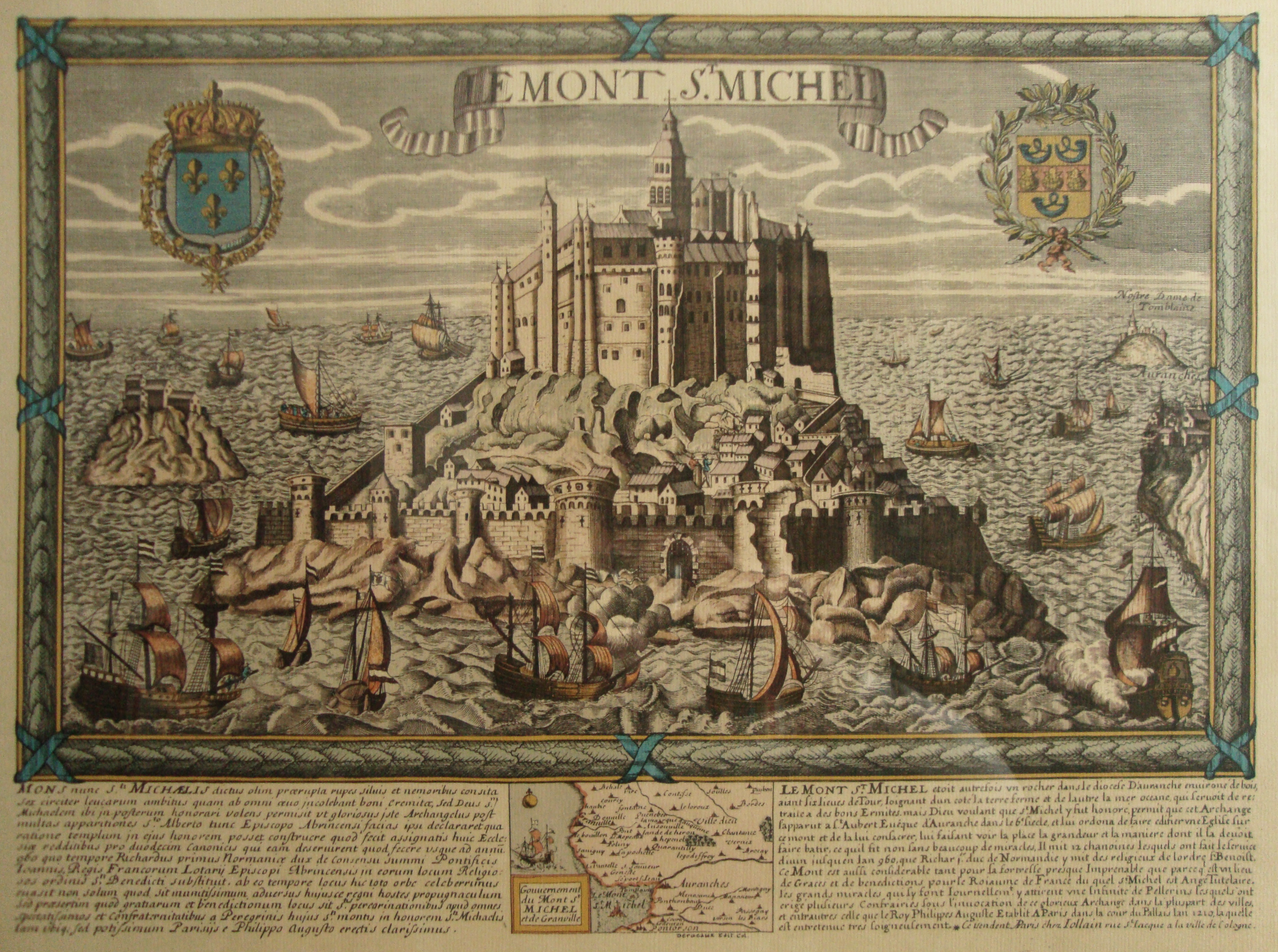
El Monte S. Miguel, mapa con descripción histórica bilingüe, en latín y en francés, que recoge el punto de la historia (año 960) en que interviene Ricardo I de Normandía (Richardus primus dux Normaniæ), grabado a fines del o a principios del.

Los orígenes de la abadía actual deben situarse en torno a los siglos VIII o IX. 
A petición del arcángel Miguel, el obispo de Avranches, san Aubert, construyó y consagró una primera iglesia el 16 de octubre del año 709. El reinado de Carlomagno aportó a Neustria una era de estabilidad, que terminó con la muerte del emperador, dando lugar a un período de anarquía y de grandes desórdenes, particularmente con las invasiones de los normandos, especialmente Rollón (846-930), que devastó la región en 875. El tratado de Saint-Clair-sur-Epte (912) le dio a Rollón la legitimidad, elevándolo en calidad de conde de Ruan, con la condición de convertirse al cristianismo. Tras este hecho, reparó el mal que había causado en el momento de sus pillajes y compensó ricamente a los monjes que había ahuyentado. Su hijo, Guillermo I de Normandía, le sucedió en 917 y fue igual de generoso con los monasterios, hasta su asesinato en 942. Su nieto, Ricardo I de Normandía, se indignó en el momento de sus peregrinaciones frecuentes al Monte por la pasividad de los canónigos que delegaban su culto a pasantes asalariados. Obtuvo entonces del papa Juan XIII un permiso a través del cual se consagró en la autoridad para poner orden. En 966, a petición del duque de Normandía, una comunidad de benedictinos se establece en el peñón. Durante ocho siglos no paran de construir, agrandar. El nombre en latín durante la Edad Media era Mons Sancti Michaeli in Periculo Mari.
En los subterráneos de la abadía se han encontrado restos megalíticos de los celtas. En el siglo XI sólo había una cincuentena de monjes, que son los encargados de construir albergues para los peregrinos.

### Edad Media y Moderna

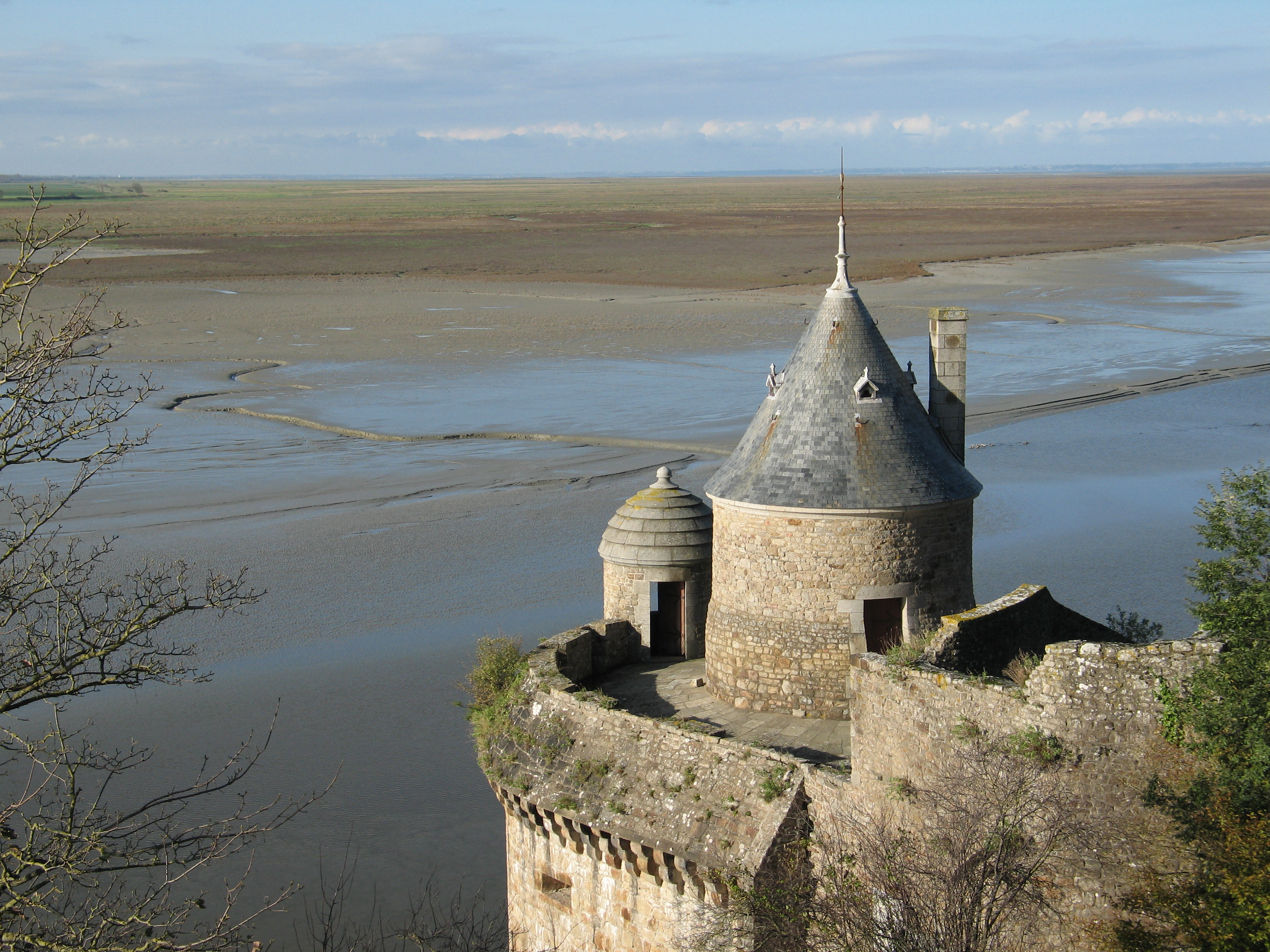
Detalle de la torre de St. Gabriel, en Mont Saint Michel.

En 1204, guerreros bretones dirigidos por Guido de Thouars incendiaron el Monte Saint-Michel. El rey Felipe II de Francia dio una buena cantidad de dinero para la reconstrucción del monasterio. El nuevo monasterio de la Maravilla fue terminado en 1228 en estilo normando. En el siglo XIII, las luchas entre bretones, normandos e ingleses provocaron la destrucción de los albergues, lo que da lugar a que se fortifique el enclave para que no vuelva a ocurrir. Se mantuvo inexpugnable, ya que los ingleses no pudieron conquistarla a pesar de sus continuos ataques. El estilo gótico flamígero prolifera en las construcciones de esta época. Hay una crisis económica y la abadía entra en ruina.
En 1622 miembros de la heterodoxa congregación de San Mauro hacen renacer el enclave gracias a sus reconstrucciones, que dan como consecuencia que vuelva a haber peregrinaciones. Los miembros de grupos esotéricos dedicados a la alquimia y a los avances científicos se reúnen aquí. La casa real francesa vuelve a abandonar el lugar a causa de la recomendación de los más conservadores de la Iglesia. Sólo se encontraban una docena de monjes y muchos edificios amenazaban ruina.
En 1791, los últimos benedictinos dejan la abadía a consecuencia de la Revolución francesa. Se hace entonces una prisión donde son encarcelados, desde 1793, más de trescientos sacerdotes que niegan la nueva constitución civil del clero. Un dispositivo de telégrafo óptico (sistema de Chappe) estuvo instalado sobre la cumbre del campanario en 1794, haciendo así del Monte Saint-Michel un eslabón de la línea telegráfica París-Brest.

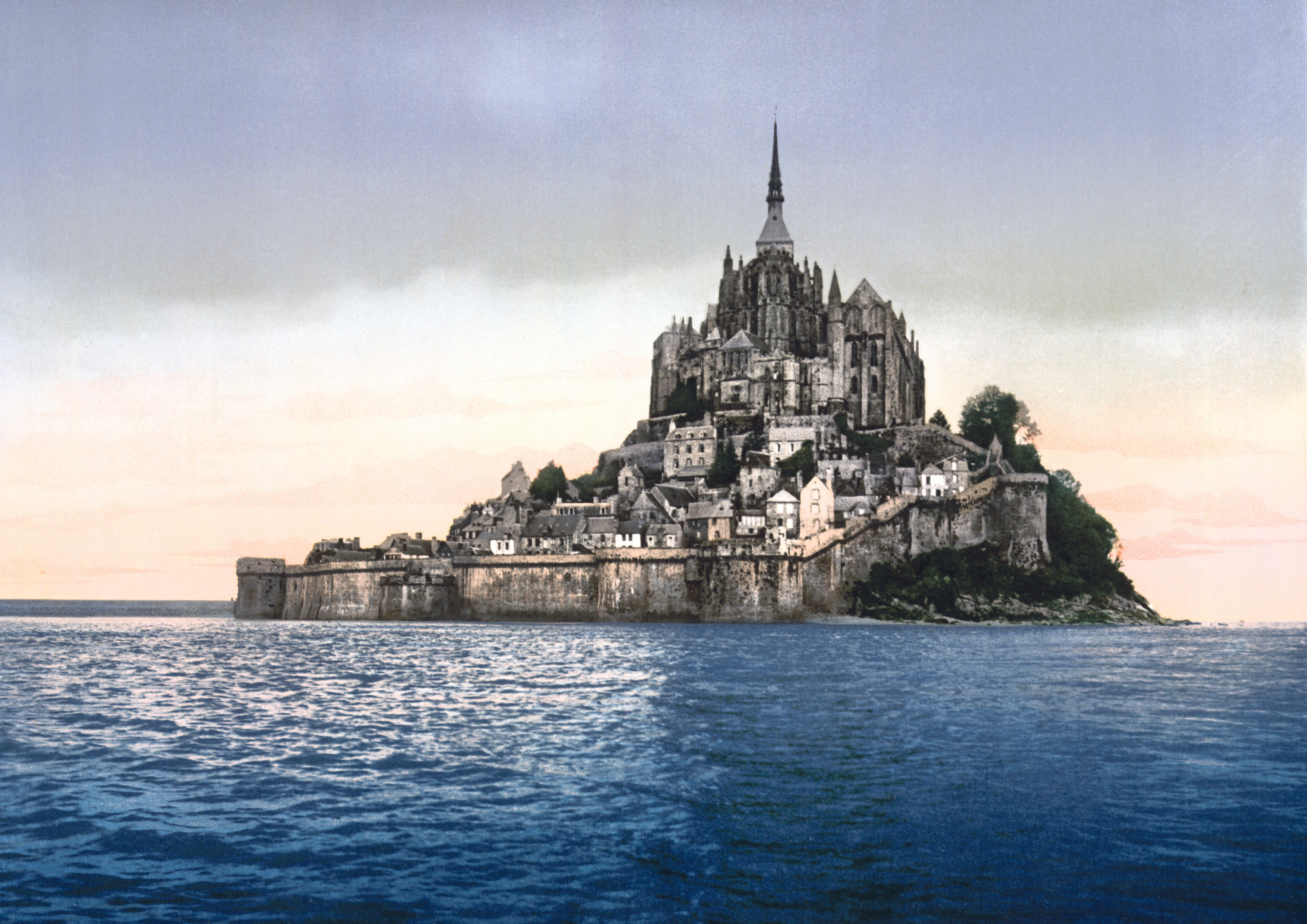
Monte Saint-Michel.

En 1817, en respuesta a las numerosas modificaciones efectuadas por la administración penitenciaria, se procede a la demolición de la hostería edificada por Robert de Torigni. Viollet-le-Duc visitó el monte en 1835. Después de la detención de los socialistas Martín Bernard, Armand Barbès y Auguste Blanqui en el Monte, varios artistas, entre ellos Víctor Hugo, denuncian la abadía-prisión pidiendo su cierre inmediato. Finalmente, la prisión fue clausurada en 1863 en respuesta a un decreto imperial de Napoleón III.

### Llegada del turismo
Ya desde el siglo XIX, los escritores y pintores románticos llegaron a la montaña por su encanto único y pintorescas cualidades, como Guy de Maupassant. Al final del siglo, varios hoteles se establecieron en el Monte. En la segunda mitad del siglo XX, se transformó en un lugar de visita a nivel mundial, lo que ha hecho de la pequeña ciudad normanda uno de los destinos turísticos más importantes de Francia. En la actualidad hay tres millones de visitantes anuales, sólo un tercio va a la abadía. El tiempo medio de visita es de dos a tres horas y hay hasta 20 000 visitantes por día durante el verano.

## Patrimonio religioso

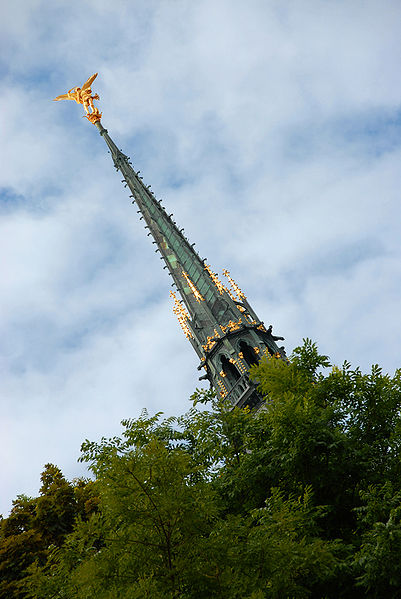
El Arcángel San Miguel matando al dragón del Apocalipsis en la parte superior de la torre de la abadía

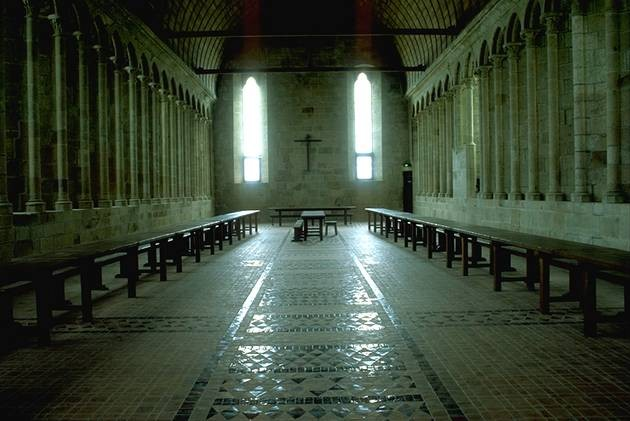
El Refectorio. Nave románica donde se celebraba diariamente la ceremonia del almuerzo.

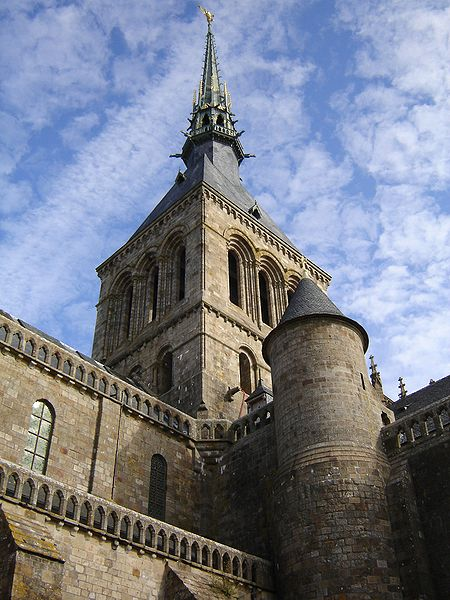
Campanario de la abadía, el punto más elevado del monte.

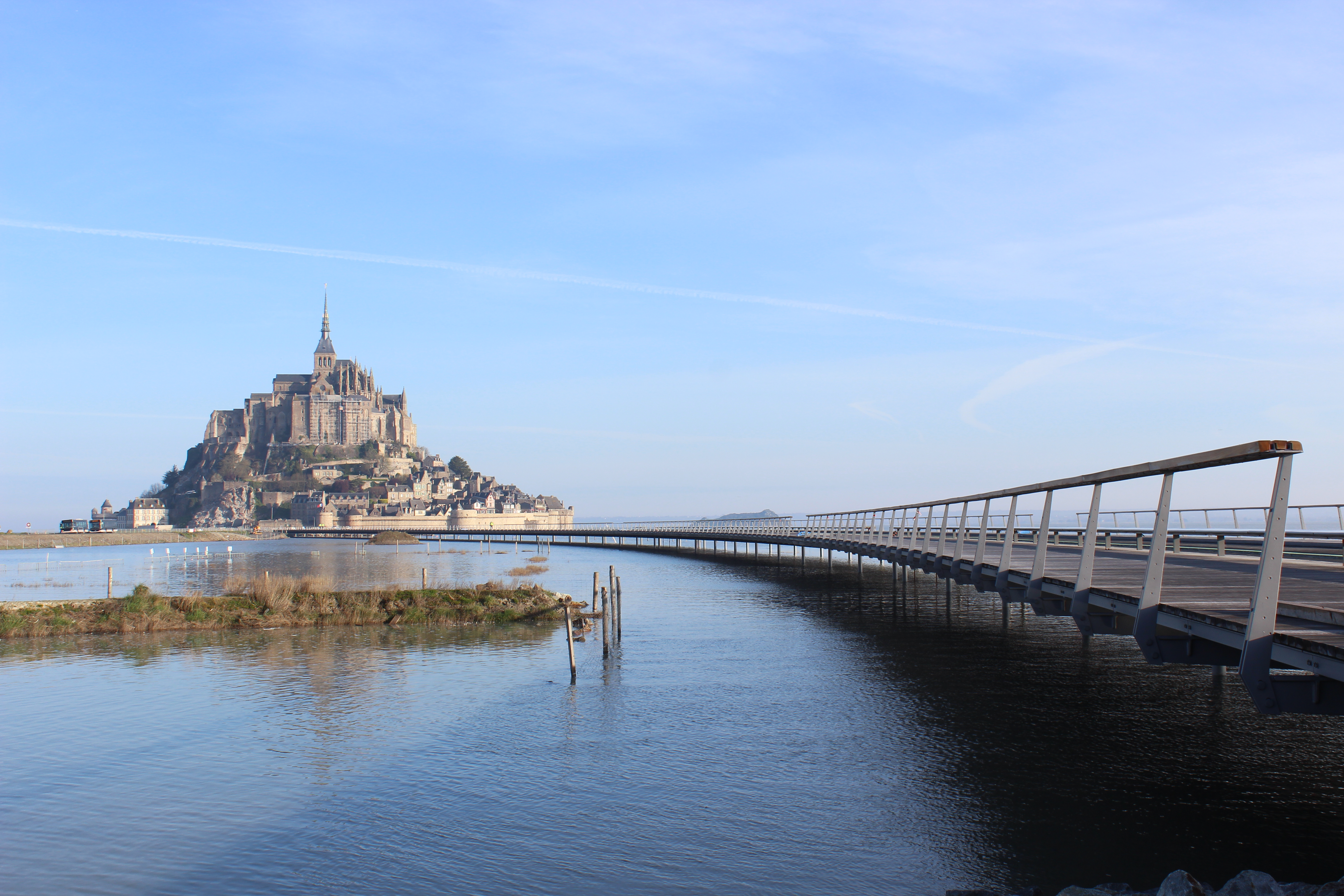
Vista del Monte Saint-Michel en 2014, con el nuevo puente de acceso.

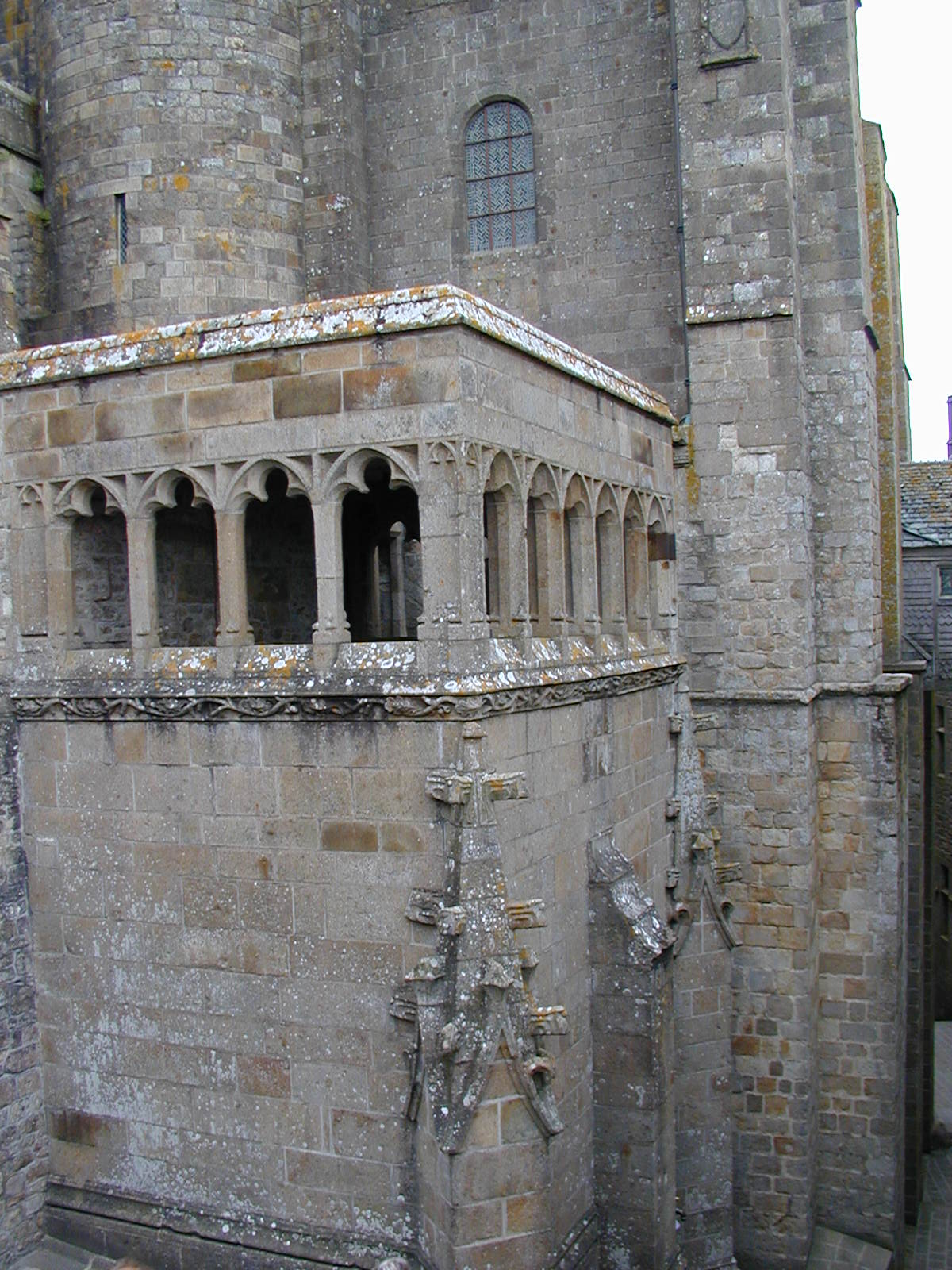
Abadía del Monte Saint-Michel.

Por orden de importancia, es por supuesto la propia Abadía que impone su orgulloso paso y su espléndida arquitectura a varias decenas de kilómetros alrededor. Sin embargo, existen otros monumentos religiosos en la roca:
- Capilla de Notre-Dame-sous-Terre.
- Iglesia parroquial de San Pedro. Originalmente fue la iglesia de los habitantes de la Montaña. San Pedro conserva su título de parroquia y aún sigue en pie en lo espiritual como antes de la abadía. Es atendido por un sacerdote nombrado por el obispo de Coutances. La iglesia conserva algunos vestigios del siglo XI, sus pilares, pero en general, pertenece a los siglos XV y XVI. La nave tiene un solo pasillo, lo que descentra en el coro a la izquierda. Con una pequeña campana, está lleno de hermosos objetos de culto: una ventana del siglo XV, un yacente medieval decapitado, una barra de altar y el retablo de fecha 1660, una pila bautismal primitiva del siglo XIII, una estatua de la Virgen con el Niño, Educación de la Virgen (Santa Ana que enseña a María) del décimo quinto siglo XVI. Por último, una copia de la estatua de San Miguel. La iglesia de San Pedro, que todavía está rodeada de su cementerio, inscripta desde 1909 en el inventario suplementario de monumentos históricos (ISMH).
- Capilla de Saint-Aubert.
- Fuente de San Aubert.

### Lista de los abades
- 966-991: Maynard I
- 991-1009: Maynard II
- 1009-1017: Hildebert I
- 1017-1023: Hildebert II
- 1024-1031: Almod
- 1031-1033: Théodoric
- 1033-1048: Suppo
- 1048-1060: Radulphe o Raoul de Beaumont
- 1063-1085: Ranulphe o Renaut de Bayeux
- 1085-1102: Roger I
- 1106-1122: Roger II
- 1125-1131: Richard de Mère
- 1131-1149: Bernard du Bec
- 1149-1150: Geoffroy
- 1151-1153: Richard de la Mouche, Robert Hardy
- 1386-1410: Pierre le Roy
- 1410-1444: Robert Jolivet
- 1444-1483: Guillaume d'Estouteville
- 1483-1499: André Laure
- 1499-1510: Guillaume de Lamps
- 1510-1513: Guérin Laure
- 1515-1523: Jean de Lamps
- 1524-1543: Jean Le Veneur
- 1543-1558: Jacques d'Annebault
- 1558-1570: François Le Roux d'Anort
- 1570-1587: Arthur de Cossé-Brissac
- 1588-1615: François de Joyeuse
- 1615-1641: Henri de Lorraine, duca di Guise
- 1641-1643: Ruzé d'Effiat
- 1644-1670: Jacques de Souvré
- 1670-1703: Étienne Texier d'Hautefeuille
- 1703-1718: Karq de Bebambourg
- 1721-1766: Charles Maurice de Broglie
- 1766-1769: Étienne-Charles de Loménie de Brienne
- 1788: Louis-Joseph de Montmorency-Laval